# クライオジェニアン
| 累代        | 代       | 紀                 | 基底年代 Mya |
| ----------- | -------- | ------------------ | ------------ |
| 顕生代      | 新生代   | 新生代             | 66           |
| 顕生代      | 中生代   | 中生代             | 251.902      |
| 顕生代      | 古生代   | 古生代             | 541          |
| 原生代      | 新原生代 | エディアカラン     | 635          |
| 原生代      | 新原生代 | クライオジェニアン | 720          |
| 原生代      | 新原生代 | トニアン           | 1000         |
| 原生代      | 中原生代 | ステニアン         | 1200         |
| 原生代      | 中原生代 | エクタシアン       | 1400         |
| 原生代      | 中原生代 | カリミアン         | 1600         |
| 原生代      | 古原生代 | スタテリアン       | 1800         |
| 原生代      | 古原生代 | オロシリアン       | 2050         |
| 原生代      | 古原生代 | リィアキアン       | 2300         |
| 原生代      | 古原生代 | シデリアン         | 2500         |
| 太古代      | 太古代   | 太古代             | 4000         |
| 冥王代      | 冥王代   | 冥王代             | 4600         |
| 1. 2. 3. 4. |          |                    |              |

クライオジェニアン（クリオジェニアン、英：Cryogenian、中国語：成冰纪（成氷紀））は8億5000万年前から6億3500万年前にあたる新原生代2番目の地質時代（紀）の一つ。スターティアン氷期とマリノアン氷期（以前はヴァランガー氷期として一つに考えられていた）を含む。
名称はギリシャ語で「氷」を意味するcryosと「誕生」を意味するgenesisに由来する。

## 概要
名前は紀特有の氷河堆積物に由来する。これによって地球はこの時代、周期的に幾度か赤道まで氷河が伸長していたことが示される。これらの氷河の痕跡を示す漂礫岩堆積物がコンゴ、サハラ砂漠、オマーン、オーストラリア、中国、北アメリカ、アイルランド、スコットランド、ノルウェー他世界中で見られる。一般的に少なくとも二つの全世界的氷河期に分けられると考えられ、スターティアン氷期は7億5000万～7億年前まで続き、マリノアン氷期はおよそ6億3500万年前に終了した。漂礫岩堆積物はクライオジェニアンに低緯度だった地域にも発生していたことから、海洋が深くまで凍りついた「スノーボールアース」と呼ばれる現象が起きたと考えられている。
アクリタークの数は氷河期によって激減し、大気中の酸素は増加したといわれる。非常に低緯度の地域にも氷河があったこと、暖かい水域の堆積物であるはずの石灰岩が氷河堆積物の上下や混在していたりするなど、この氷河期にはいくつかの謎がある。氷河期に伴う、古原生代から見られなかった縞状鉄の再発生は酸素濃度が低く、変動していることを示す。
古地磁気研究によれば大陸移動の率は非常に大きい。基本的に大陸地殻の著しい不均衡は自転軸の方向はそのままに地球を大陸塊が赤道上に来るまで横転させる。これが見かけ上平均より非常に速い大陸移動を引き起こす。
他の全世界的氷河期には24億～21億年前のヒューロニアン氷期、4億5000～4億2000万年前オルドビス紀のAndean-Saharan氷期、3億6000万～2億6000万年前石炭紀・ペルム紀のKaroo氷期、3000万年前に南極で始まり進行中の新生代第四紀の氷河期がある。
月面のクレーター研究を通じて、8億年前の地球上には大規模な隕石群が降り注いだ可能性が指摘されている。これは量的にチクシュルーブ・クレーターを形成した隕石を凌ぐもので、当時の地球上の気候や生物の分布に大きな影響を与えたこととなる。